# Johann Georg Gmelin (peintre)
Pour les articles homonymes, voir Johann Georg Gmelin (homonymie).
 (janvier 2013).
Si vous disposez d'ouvrages ou d'articles de référence ou si vous connaissez des sites web de qualité traitant du thème abordé ici, merci de compléter l'article en donnant les références utiles à sa vérifiabilité et en les liant à la section « Notes et références ».
Johann Georg Karl Gmelin (également connu sous le simple nom de Georg Gmelin) est un peintre allemand, né le 2 février 1810 à Rome et mort le 24 mai 1854.

## Vie
Fils du graveur Wilhelm Friedrich Gmelin (de), Johann Georg Gmelin se fit un nom comme peintre paysagiste et vécut la plus grande partie de sa vie à Rome.
Il épouse Enrica Sabucci le 27 juin 1842, qui meurt lors d’un voyage dans les États allemands. Gmelin prend une seconde épouse, Romaine, dont le nom nous est inconnu. Il eut en tout trois enfants. Il meurt dans un monastère dans les environs de Rome, dans lequel il s’était retiré pour soigner sa maladie.
Plusieurs de ses œuvres se trouvent dans un cottage près de Stuttgart.